# Nicolae Băciuț
Nicolae Băciuț, (Ioan Nicolae), (n. 10 decembrie 1956, Chintelnic, județul Bistrița-Năsăud) este un poet român.

## Biografie
Este fiul lui Grigore Băciuț (decedat, 1995) și al Mariei, născută Măgherușan (decedată, 1970). A urmat clasele I-VI la Școala Generală Chintelnic, județul Bistrița-Năsăud, (1963-1969), clasele VII-VIII la Școala Generală Nr. 1, Bistrița, 1969-1971, clasele IX-XII la Liceul “Liviu Rebreanu”, Bistrița, 1971-1975, și Facultatea de Filologie, secția română-engleză, Universitatea „Babeș-Bolyai”, Cluj-Napoca, 1978-1982. Doctorand în litere, din 2004, la Universitatea “Babeș-Bolyai”, din Cluj-Napoca, cu o teză despre Caragiale, Cehov și Ibsen. Masterat la Universitatea Babeș-Bolyai, Facultatea de Științe Politice și Administrative, 2004 - 2005.

### Activitatea literară
- Și-a început activitatea publicistică în timpul studenției la revista “Echinox”, Cluj-Napoca, unde a fost redactor, apoi secretar de redacție, între 1978-1982.
- A fost profesor, director adjunct la Școala Generală Gălești, județul Mureș, între 1982-1983
- Redactor la revista “Vatra”, Târgu-Mureș, între 1983-2003
- Corespondent la Televiziunea Română, București, Departamentul Emisiunilor Informative, între 1983-2003
- Redactor-șef la Editura Tipomur, Târgu-Mureș, între 1991-2003
- Redactor-șef la revista “Mondo business”,Târgu-Mureș, în 1995
- Redactor cultural la cotidianul “Cuvântul liber”, Târgu-Mureș, 1999
- Director la revista “Alpha”, Târgu-Mureș, 1990
- Secretar de redacție la revista “Societatea încotro?, Târgu-Mureș, între 1995-1997
- Director la revista “Gura lumii”,Târgu-Mureș, între 1997-1999
- Redactor-șef la revista “Teatru-n teatru”, Târgu-Mureș,  în 1998
- Redactor-șef la revista “Ambasador”, Târgu-Mureș, între 1996-2003
- Coordonator al publicațiilor “Gazeta Reghinului”, 1990, “Informația mureșeană”, 1991-1993, “Făgurel” (revistă pentru copii) și “Codrul Cosminului”, publicații pentru Bucovina de Nord, tipărite la Târgu-Mureș, 1994-1998
- Coordonator al revistei “Comlodul”, Râciu, județul Mureș, 2001
- Cadru didactic asociat la Universitatea de Artă Teatrală din Târgu-Mureș, din 1998
- Publicist comentator la Mesagerul de Bistrița-Năsăud, 2005
- Director al Direcției Județene pentru Cultură, Culte și Patrimoniul Cultural Național Mureș, din februarie 2001
- Membru în Consiliul de Administrație al TVR, din 1995
- Membru supleant, 1997-2001, deputat în Adunarea Eparhială Ortodoxă de Alba Iulia, din 1998, și deputat în Adunarea Națională Bisericească din 2002.
- Bursier al “Magazine Publishers of America”, iulie-septembrie 1990.
- I-a fost editat CD-ul “Muntele Athos din Muntele Athos”, realizat de Margareta Pușcaș, la Radio Târgu-Mureș
- A editat la Editura Tipomur aproape 400 de titluri din 1991 încoace, a scris zeci de prefețe, postfețe
- A realizat aproape 3000 de reportaje TV

## Afilieri
- Membru al Cenaclului “Echinox”, 1978-1982
- Membru al Cenaclului revistei Vatra, 1981-1989
- membru al Cenaclului “Romulus Guga”, 1984-1989
- Membru al Uniunii Scriitorilor din România, din 1990

### Colaborări
A colaborat la revistele Echinox, Vatra, Steaua, Tribuna, Astra, Convorbiri literare, Luceafărul, SLAST, Flacăra, Transilvania, Dialog, Opinia studențească, Napoca Universitară, Mișcarea literară, Poesis, What’s Going On Here, The New Farmm, Emmaus, SUA, Poezjia, Katowice, Polonia, Fjala, Flaka e välläzarimet,  Iugoslavia, Ungaria ș.a., la Radiodifuziunea Română, studiourile Cluj, Târgu-Mureș, București, și la Televiziunea Română, programele I, II, TVR Cultural, TVR Internațional. I-au apărut poeme în revistele Magyar  Lettre International, 2001 (poemele Allatkerti sétak și Arviz, în traducerea lui Fazakas Attila), Poezja nr. 1/3, p. 91-92, (Apel wieczorny și Inna pora roku, în traducerea lui Valeriu Butulescu).

### Antologii
A fost inclus în Antologia Spații posibile, Bistrița, 1979, în antologia Biblioteca Opinia, Iași, 1981, Caietul debutanților, 1980-1981, Editura Albatros, 1983, Alpha ‘84, Editura Dacia, 1984, antologia Cântecul patriei, Editura Albatros, 1996, antologia Un sfert de veac de poezie la Sighetu Marmației, Fundația Luceafărul, 1998, antologia Eminescu pururi tânăr, Editura Litera, 1998, antologia Patruzeci de poeți bistrițeni, Editura Aletheia, Bistrița, 2001, antologia Ceasul de flori, Editura Tipomur, Târgu-Mureș, 2001, antologia Cenaclul literar George Coșbuc – 30, Editura Aletheia, Bistrița, 2001, antologia Îmblânzitorul de timp, Editura Tipomur, Târgu-Mureș, 2003, Antologia poeților ardeleni contemporani, de Eugeniu Nistor și Iulian Boldea, Editura Ardealul, 2003, Poeții revistei Echinox, Antologie (1968-2003), vol. I, de Ion Pop, Editura Dacia 2004.

### Inițiative culturale
Fondator al Cenaclului “Virtus Romana Rediviva”, Bistrița, 1975, a inițiat în 1979, în revista Echinox, ancheta “Dreptul la timp”, despre generația ’80, continuată în revista Vatra în 1984, până la suspendarea ei, în 1985, de cenzură, a fondat Cenaclul “Hyperion”, Târgu-Mureș, 1983, devenit din 1984 “Romulus Guga”, inițiator al Concursului de Poezie “Romulus Guga”, Târgu-Mureș, 1985, cu ediții anuale, fondator al revistei lunare Alpha, Târgu-Mureș, apărută în 12 numere în 1990, a înființat prima editură târgumureșeană postdecembristă, Casa de Editură “Alpha”, inițiator și autor unic al revistei Noul Pământ, din care a apărut un singur număr, în 1990, la Emmaus, SUA, inițiator al Taberei de Pictură Millenium, de la Sovata, o singură ediție, în 1999, inițiator al colecției “Poeții orașului Târgu-Mureș”, în 2001, al Concursului de Poezie Religioasă “Credo”, Târgu-Mureș, 2001, cu ediții anuale, al Concursului de Poezie și Eseu pentru Elevi și Studenți “Serafim Duicu”, Târgu-Mureș, 2001, cu ediții anuale, al Taberei de Pictură și Sculptură în Sare de la Salina Praid, 2001, cu ediții anuale, al Taberei de Sculptură în Lemn “Interart”, de la Reghin, 2002, cu ediții anuale, al Salonului Județean de Carte Mureșeană, în 2001, cu ediții la Reghin și Târnăveni, al Teberei de Pictură “Apollo”, cu tema “Nudul”, Sângeorgiu de Mureș, 2003, a inițiat seria de volume Repere Culturale Mureșene, I – 2002, II – 2003, III – 2004, IV – 2005, Editura Tipomur, a inițiat galerii de artă în spații nonconvenționale – bănci, sedii de firme etc.

### Debut
A debutat cu publicistică în ziarul bistrițean Ecoul, și cu poezie în revista Liceului “Liviu Rebreanu” din Bistrița, Zări senine, în 1975, făcând parte dintr-un grup de poeți tineri, între care Domnița Petri și Cleopatra Lorințiu, membri ai cenaclului liceului.
După mai multe prezențe în volume colective, a debutat în volum în 1986, la Editura Dacia, cu Muzeul de iarnă, versuri.

## Volume publicate
- Memoria zăpezii, poeme, Editura Cartea Românească, 1989
- Jocuri încrucișate, versuri pentru copii, Casa de Editură “Alpha”
- Nostalgii interzise, versuri, Editura Columna, Târgu-Mureș, 1991
- America, partea nevăzută a lunii, jurnal de călătorie, Editura Tipomur, Târgu-Mureș, 1994
- Anotimpul probabil, interviuri, Editura Tipomur, 1995
- Casa cu idoli, versuri, Editura Tipomur, 1996
- A doua Americă, jurnal, Editura Tipomur, 1996
- Și așa mai departe, publicistică, Editura Arhipelag, 1997
- Curs și recurs, interviuri, Editura Tipomur, 1997
- Oglinzi paralele, interviuri, Editura Ambasador, 1997
- Lina lumina, versuri pentru copii, Editura Tipomur, 1999
- Babel după Babel, interviuri, Editura Tipomur, 2000
- Manualul de ceară, versuri, Editura Academos, 2001
- Aproape departe, interviuri, Editura Tipomur, 2001
- Poduri de umbră – Hidak az arnyekok felett, versuri, ediție bilingvă română – maghiară, traducător Toth Istvan, Editura Tipomur, 2001
- N.Steinhardt. Între lumi. Convorbiri cu Nicolae Băciuț, ediția a II-a revăzută și adăugită, Editura Dacia, 2001
- Ceasul de flori, antologie de poezie târgumureșeană, Editura Tipomur, 2001
- Solstițiu la Echinox, versuri, Editura Tipomur, 2002
- Zona liberă, interviuri, publicistică, Editura Tipomur, 2003
- Alb pe alb, versuri, Editura Tipomur, 2003
- Muntele Athos din Muntele Athos, jurnal, Editura Tipomur, 2004
- De la San Francisco la Muntele Athos, Editura Reîntregirea, 2004
- O istorie a literaturii române contemporane în interviuri, Editura Reîntregirea, 2005 [2]
- Valori mureșene de patrimoniu, documentar, Editura Tipomur 2005